# Světlo (album)
Světlo je deváté studiové album české zpěvačky Anny K., vydané 21. února 2017 u vydavatelství BrainZone s.r.o. Z tohoto alba pochází singly „Vždycky se budeme znát“ a „Prokřehlá“, které v letech 2016–2017 byly nejhranějšími českými písničkami v rozhlasovém éteru.

## Seznam skladeb
| Pořadí         | Název                       | Autor                                        | Délka |
| -------------- | --------------------------- | -------------------------------------------- | ----- |
| 1.             | Vždycky se budeme znát      | Tomáš Vartecký                               | 3:02  |
| 2.             | Co mi za to dáš             | Tomáš Vartecký                               | 3:45  |
| 3.             | Až mě zachráníš             | Tomáš Vartecký                               | 3:16  |
| 4.             | Po dvou vteřinách           | Tomáš Vartecký                               | 3:47  |
| 5.             | Milá                        | Tomáš Vartecký                               | 3:19  |
| 6.             | Děti krásy                  | Tomáš Vartecký                               | 3:46  |
| 7.             | Nebezpečná                  | Tomáš Vartecký                               | 3:35  |
| 8.             | V malinách                  | Tomáš Vartecký                               | 3:08  |
| 9.             | Pyramida boha Slunce        | Tomáš Vartecký                               | 3:50  |
| 10.            | Prokřehlá                   | hudba: Jaroslav Uhlíř text: Zdeněk Svěrák    | 2:30  |
| 11.            | Hold A Little Place (Bonus) | hudba: Tomáš Vartecký text: Bradley Stratton | 3:01  |
| Celková délka: | Celková délka:              | Celková délka:                               | 36:59 |

## Aranžmá skladeb
Ke skladbám 1–9 hudbu složil a slova napsal Tomáš Vartecký. O hudbu ke skladbě 10 se postaral Jaroslav Uhlíř a text napsal Zdeněk Svěrák. Skladbu 11 složil Tomáš Vartecký a text napsal Bradley Stratton.